# Filipe de Harveng
Filipe de Harveng (em latim: Philippus de Harveng; em francês:  Philippe Le Harvengt; m. 1183) foi um monge e teólogo premonstratense do século XII, abade da Abadia de Bonne-Espérance no Condado de Hainaut (na moderna Bélgica).

## Obras
Sua "Responsio de damnatione Salomonis" tratava do estranho, segundo ele, comportamento de Salomão. Em "De somnio regis Nabuchodonosor" (o "sonho de Nabucodonosor"), inventou novas formas de relatar a história do Livro de Daniel, variando o padrão das quatro monarquias.
Sua biografia de Santo Agostinho foi muito celebrada e influente. Baseado em Possídio, fez de Agostinho precursor dos cânones regulares. Em "De institutione clericorum", associando a frase "docere verbo et exemplo" ("ensinar pela palavra e pelo exemplo") com a vida clerical, enfatizou a pregação. Na mesma obra, argumentou a favor da ordem social vigente.
Filipe escreveu muitas hagiografias, incluindo uma "Vida" de São Foillan. Cartas sobreviventes a Filipe, Conde de Flandres, e Henrique I, conde de Champagne, defendem o patrocínio dos cavaleiros ao ensino.